# Siège de Montmélian (1600)
Pour les articles homonymes, voir Siège de Montmélian.
Guerre franco-savoyarde (1600-1601)
Batailles
Guerre franco-savoyarde (1600-1601)
- Bourg-en-Bresse
- Montmélian
- Chambéry
- Conflans
- Charbonnières
- Maurienne et Tarentaise
- Comté de Nice
- Marquisat de Saluces

Le siège de la citadelle de Montmélian est un épisode de la guerre franco-savoyarde qui se déroule entre l'été et l'hiver 1600, qui voit les troupes françaises de Henri IV entrer dans le duché de Savoie. Après la prise des diverses places fortes du duché, la citadelle du bourg de Montmélian résiste encore. Sans réels combats, la capitulation est signée dès octobre et la place se rend le 16 novembre 1600.

## Contexte
Les différents conflits entre le royaume de France et le duché de Savoie, vers la fin du XVIe siècle, sont à replacer dans celui qui oppose la maison de France à celle d'Espagne. Le traité de Paix de Vervins (1597) entre les deux grandes puissances règle aussi la question de la cité de Genève au grand dam du duc Charles-Emmanuel Ier de Savoie. Ce dernier, allié du roi d'Espagne, refuse alors de délaisser le marquisat de Saluces, le considérant comme un héritage, et qu'il fait occuper par ses troupes depuis 1588. 
En 1599, le duc se rend à Fontainebleau, puis à Paris, pour signer le traité de Paris du 27 février 1600  avec Henri IV. Ce traité oblige le duc à la restitution du marquisat dans les trois mois ou bien à la cession de la Bresse et de quelques vallées alpines. Cependant, le duc, bien décidé à garder la place, complote avec le duc de Biron. Par ailleurs, il négocie avec le roi d'Espagne afin d'échapper aux conditions défavorables du traité de Paris.
Le roi de France lassé déclare la guerre le 11 août 1600. Le maréchal de Biron prend la ville de Bourg-en-Bresse (13 ou 14 août). François de Bonne de Lesdiguières est chargé des vallées de Maurienne et de Tarentaise permettant de couper toutes arrivées de renforts, il prend la ville de Montmélian le 14 août d'après Barbiche, Babelon quant à lui indique le 17 août, le bourg de Montmélian tombe face à Lesdiguières après 2 jours de combats. Le roi Henri IV prend Chambéry et sa citadelle les 20 et 21 août.
Très rapidement, les troupes françaises prennent les châteaux des Marches, puis de Miolans, de même que la forteresse de Conflans et le fort de Charbonnières, pris avec quatre canons, tombée le 10 septembre (Barbiche indique neuf canons).

## La prise de Ville
Les troupes françaises du maréchal Lesdiguières attaquent la ville de Montmélian, mal protégée, avant de faire le siège  de la citadelle qui passait pour imprenable.
Créquy, mestre de camp de son régiment, et Abel de Berenger de Morges, capitaine des Gardes Françaises, attaquèrent la ville chacun d'un côté. Créquy posa un pétard à la porte des Capucins qui fit une brèche assez grande permettant de faire entrer en ville 7 compagnies. Le pétard de Morges, n'ayant fait qu'un petit trou insuffisant, la porte fut rompue à coup de canon.
La ville de Montmélian tombe après 2 jours de combats.
Une fois la ville prise, le commandement français s'apercevant qu'il ne serait pas facile de prendre la citadelle divise ses forces en deux corps et laissant quelques forces pour bloquer la citadelle.
Le corps de Crillon, composé des Gardes Françaises, des Gardes Suisses et du régiment du Bourg de Lespinasse part investir Chambéry. Les Français prennent d'assaut les faubourgs du Reclus et de Montmélian qui constituent la banlieue de la capitale savoyarde, (le faubourg chambérien dit de Montmélian ne doit pas être confondu avec la ville du même nom située à 17 km de Chambéry). Durant la nuit, deux compagnies de Français, se prenant réciproquement pour des groupes d'ennemis, se battent avec une telle fureur, qu'ils jonchent le sol de morts et de blessés et retardent la prise de la ville au 17 août. La garnison savoyarde, aux ordres du comte Chabod de Jacob, réfugiée dans le château-forteresse de Chambéry, va capituler à l'arrivée d'Henri IV, le 23 août suivant.
Le corps de Lesdiguières, continua à remonter la vallée de l'Isère avec trois régiments et deux canons et marcha sur Saint-Pierre-d'Albigny, Miolans en direction de Conflans ou il pensait rencontrer les troupes savoyardes commandées par Pierre de Seyssel, qui décampa apprenant qu'il allait être attaqué.

## La citadelle

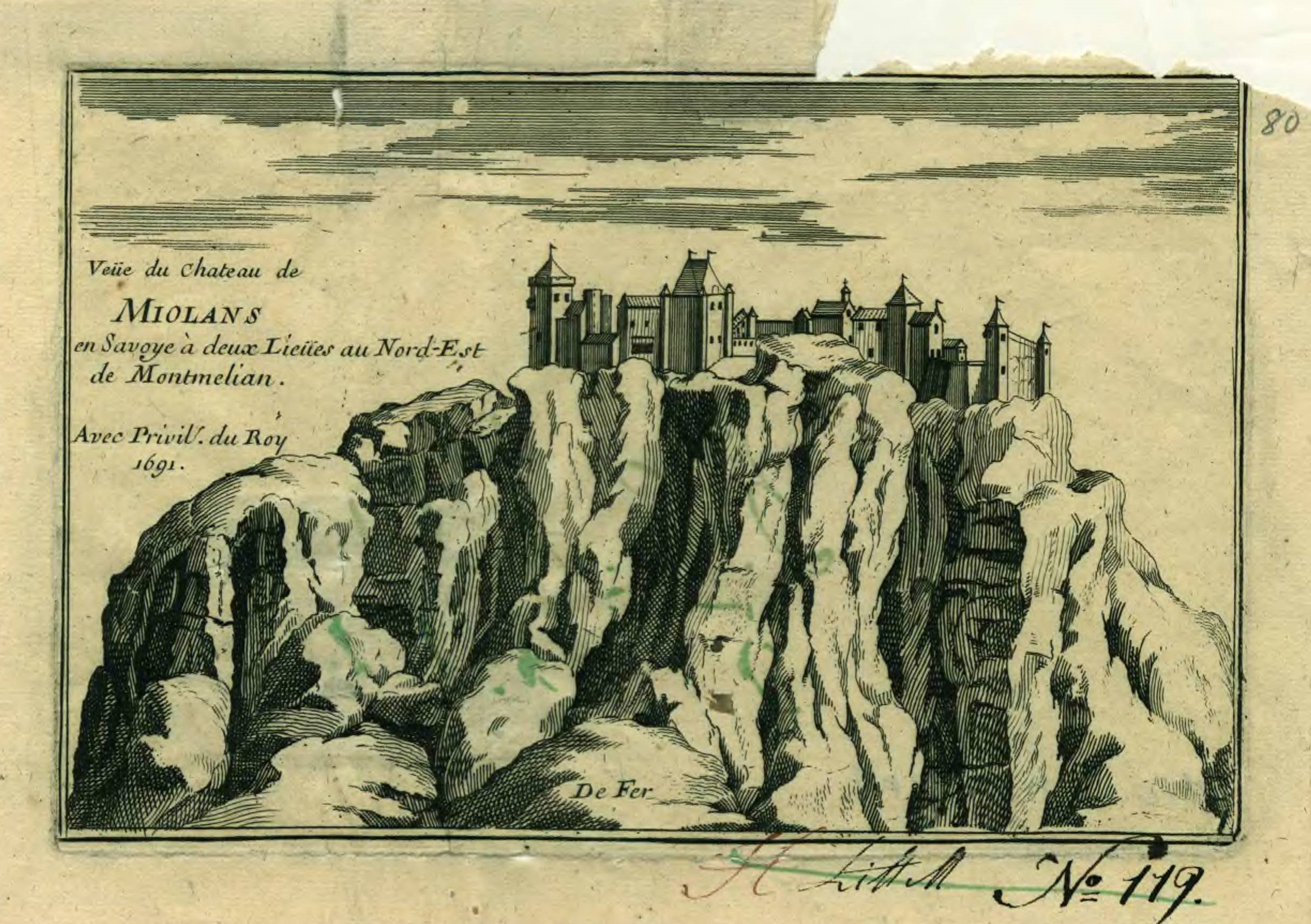
Le château de Miolans, près de Montmélian (1691).

Le bourg de Montmélian est l'ancienne capitale militaire et administrative des comtes de Savoie avant l'achat de Chambéry. Stratégiquement placée sur le carrefour entre le Dauphiné, le Val du Bourget, via Chambéry, et la combe de Savoie menant aux vallées intra-alpines de Maurienne et de Tarentaise, passages vers le Piémont, le bourg a été très tôt complétée par une forteresse sans cesse adaptée aux évolutions militaires. À la suite de l'occupation française du début du XVIe siècle par le roi de France, François Ier, le duc Emmanuel-Philibert fait moderniser la citadelle par l'ingénieur Dominique Revel de Savonne à partir de 1561, avec l'ajout d'une artillerie. Le duc veut que celle-ci devienne « une place forte non seulement la meilleure de la Savoie mais la meilleure d'Europe ».

En cette fin du XVIe siècle, la citadelle de Montmélian, était l'une des citadelles les plus célèbres d'Europe. Construite sur un rocher accessible seulement du côté de la ville et située au-dessus de celle-ci elle est équipée de 30 pièces de canons et de 20 000 coups en réserve,. En outre on avait joint au vieux château une nouvelle citadelle, au milieu de laquelle il était enfermé. Son enceinte couvrait tout le sommet du rocher. La place était désormais flanquée de 5 gros bastions, dont les 3 plus important font face à la ville, située au pied de la montagne. Les trois bastions, dont les fondations enfoncées d'une toise et demie dans le roc vif, ne pouvaient être sapées ni minées. La rampe d'accès était coupée par un fossé large et profond, taillé au ciseau dans le granit. De l'autre côté, les rochers trop escarpés n'ayant pas permis de construire des ouvrages avancés, elle est défendue par de longues tenailles. 
Face à l'invasion française, le comte de Brandis, commandant de la place, annonce que la citadelle sera « le cimetière des Français »,.

## Le siège de la citadelle

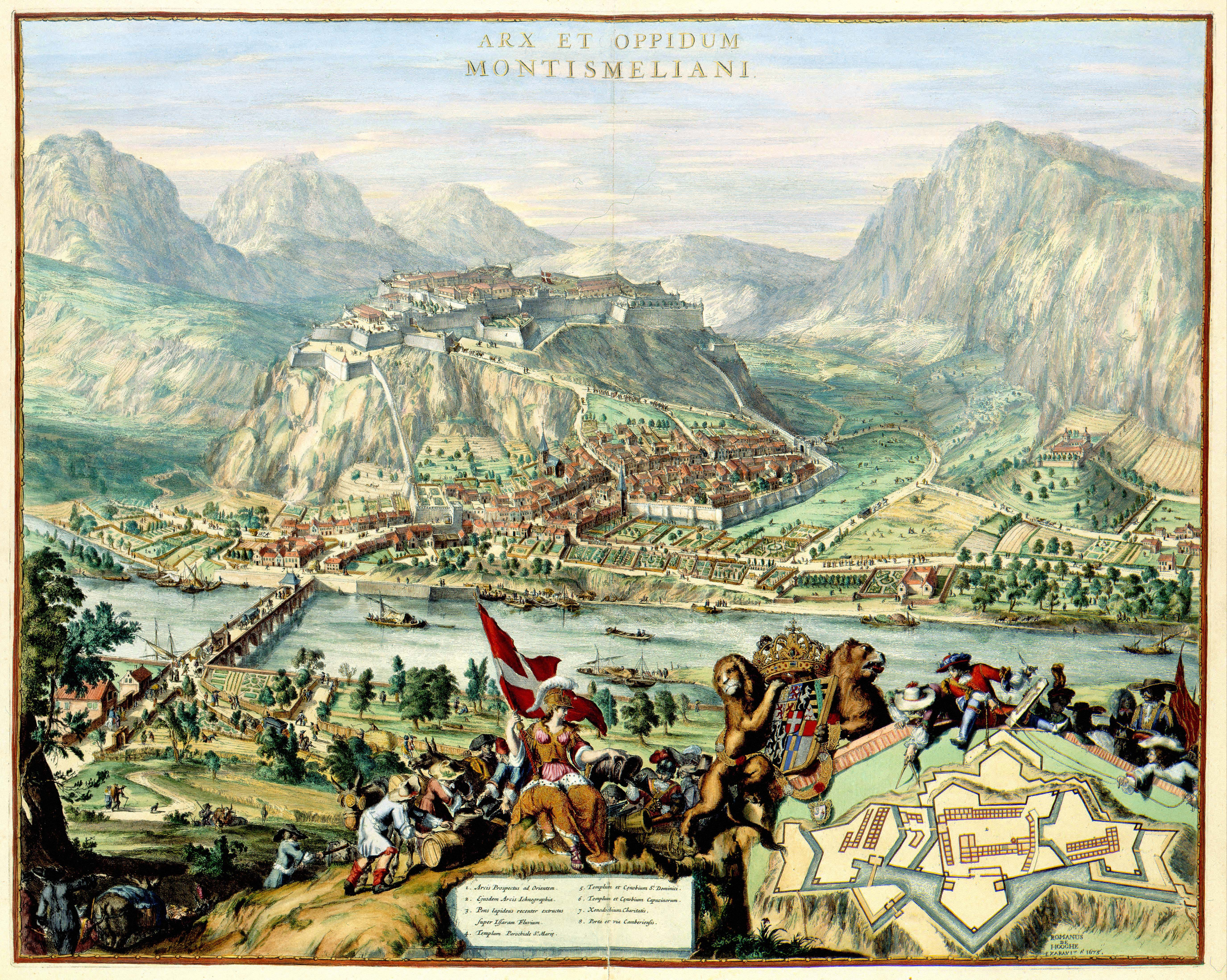
Montmélian en 1675, gravure de Romeyn de Hooghe.

Après être rentré en Tarentaise et chassé les troupes savoyardes au-delà du col du Petit-Saint-Bernard, Lesdiguières prend position à Moûtiers afin d'attendre les troupes de secours chargée de dégager Montmélian. 

La menace d'attaque des troupes savoyardes n'effraya pas les Français. Le duc de Sully reçut l'autorisation du Roi de France d'aller assiéger avec toute son artillerie la forteresse de Montmélian.
La place, commandée par le comte de Brandis, est défendue par 300 hommes de garnison et 30 canons sur les remparts. Au Sud elle est protégée par l'Isère que l'on traverse sur un pont pour aller plus avant dans la Savoie. Au Nord, elle est environnée de montagnes très hautes, au pied desquelles s'élève un coteau planté de vignes très escarpé. 
« Près du fort et sur la rive droite de l'Isère, les montagnes étaient absolument inaccessibles. Toutefois en passant la rivière on trouvait, à bonne portée une éminence d’où l'on plongeait dans l'intérieur de la citadelle. On découvrait le puits, le magasin, la porte du donjon et les principaux corps de garde. »

Après les préparatifs et la reconnaissance de la citadelle et de ses alentours, Sully, grand maitre de l'artillerie royale, organise 31 canons en sept batteries, durant les nuits et à l'abri des regards derrière des branchages. 
- Une batterie de 4 canons est installée sur les coteaux, une autre batterie de 5 canons est installée à Maison-Rouge.
- Une batterie de 4 canons pointe sur le fort Sainte-Marie
- Une batterie de 4 canons contre le château de la Pérouse, où se trouvait le quartier de Jean de Durfort sieur de Born, lieutenant général de l'artillerie et qui tirait également contre le bastion Mauvoisin[12].
- Une batterie de 5 pièces était située dans la ville même près d'une vieille tour que l'artillerie de la garnison avait en partie détruite.
- 2 batteries de 5 pièces chacune, que le marquis de Rosny avait fait installer au Sud, sur le mont Granier
  - l'une des batteries était dirigée sur le vieux château et
  - l'autre batterie pointait sur les tenailles.
- Une batterie de quatre pièces, située de l'autre côté de l'Isère, qui tirait contre la muraille de la nouvelle citadelle et contre l'ancien château.
- L'investissement de la place est confiée aux régiments de Créquy et du Bourg de Lespinasse. Malgré ces préparatifs, la garnison de Montmélian tire mais n'engage aucune intervention en dehors du fort[8]. Le roi en personne vient observer les travaux, manquant d'être blessé[8]. La forteresse bombarde plus particulièrement l'église de la Sainte-Vierge, située dans la ville, ou Lesdiguières avait installé son camp.

Avant d'engager totalement les hostilités, le commandement Français somma le gouverneur de la place de se rendre. Mais il rejette la proposition avec mépris et répondit « si le Roi approchoit de Montmélian, la gloire du nom François y trouveroit son tombeau ».

Sully lance les premiers tests de ces batteries. Le 14 octobre, face à cette première démonstration, le comte de Brandis demande une trêve, puis une seconde.

À la suite d'échanges entre la femme de Sully et celle de Brandis, le commandant de la place entame des négociations avec l'armée française,. On signe le même jour une capitulation par laquelle on reconnait que si le 16 novembre les secours ne sont pas arrivés, la place se rendra. Cet aspect peut être différemment perçu, Léon Menabrea rapporte plusieurs interprétations selon laquelle le comte de Brandis permit ainsi aux armées du duc de lui porter secours, sinon que la capitulation était déjà faite, voire que cet acte aurait été contraint par un manque de vivres quand certains auteurs indiquent que la garnison avait pour 4 mois de vivres. Toutefois, à la suite de la prise de la citadelle, il semble que dans une lettre Sully engage le roi à fournir des vivres à celle-ci.
Les secours tardent, les troupes ducales sont arrêtées par les troupes françaises en Tarentaise et en Maurienne par le roi et Lesdiguières. Par ailleurs, les conditions hivernales rendent difficiles les actions. 
Le 12, le comte de Brandis, rencontre le roi, la capitulation est désormais effective. La reddition intervient  le 16 novembre 1600. Les Français trouvèrent dans le fort 36 pièces de canon, 20 000 gargousses et de nombreuses munitions, ce qui a fait dire que la place aurait été imprenable si le gouverneur avait voulu faire son devoir.
La chute de Montmélian oblige le duc à repasser le val d'Aoste et à abandonner cette partie des Alpes.

## Conséquences
Le Roi ordonne aussitôt à Charles II de Créquy de s'y établir avec sa compagnie et la renforça en la pourvoyant abondamment.

Le duc de Sully voulut persuader le Roi de démanteler la place mais un grand nombre de courtisans, qui pouvaient, selon Sully, être aux gages du duc de Savoie la sauvèrent.

La place sera récupérée par le duc de Savoie lors du Traité de Lyon du 16 janvier 1601. En Savoie, ce traité produit une impression douloureuse : le duc Charles-Emmanuel Ier cède définitivement au roi Henri IV, en échange du marquisat de Saluces, les provinces de Bresse, Bugey, Valromey et la baronnie de Gex, tout le cours du Rhône depuis la sortie de Genève sur la rive gauche de Savoie, et un certain nombre de villages frontaliers. Dans l'esprit des savoyards, la séparation de ces territoires provinciaux, faisait tomber la Savoie de l'état de pays souverain à celui de simple dépendance du Piémont, destinée à servir de gage à chaque rupture ou d'appoint à chaque partage.